# Drzewa zawieszone
Drzewo zawieszone – drzewo, które podczas ścinki, zamiast upaść na ziemię, oparło się o sąsiadujące drzewa. Drzewo może być zawieszone czołowo, czołowo-bocznie lub w rozwidleniu. Drzewa zawieszone zrzuca się na ziemię przez staczanie obracakiem lub ściągane specjalnym urządzeniem linowym. Ryzyko wypadku podczas ściągania drzew zawieszonych jest wyjątkowo wysokie.